# Aiki-jo
 Der er for få eller ingen kildehenvisninger i denne artikel, hvilket er et problem. Du kan hjælpe ved at angive troværdige kilder til de påstande, som fremføres i artiklen.

Aiki-jo er en betegnelse for den kampsportsteknik med jō, som Morihiro Saito benyttede. Han underviste i Morihei Ueshibas gamle dojo i Iwama. 
Overordnet set består aiki-jo-pensummet af:
- 20 jo suburi
- 31 kata (+ modkata)
- 13 kata (+ modkata)
- 10 kumijo

Herudover findes et utal af variationer og forskellige awase-øvelser.
| Sport | Spire Denne artikel om sport er en spire som bør udbygges. Du er velkommen til at hjælpe Wikipedia ved at udvide den. |